# Stig H:son Ericson
Stig Hansson (H:son) Ericson, född 12 juli 1897 i Skeppsholms församling, Stockholms stad, död 8 januari 1985 i Storkyrkoförsamlingen, Stockholms län, var en svensk sjöofficer (amiral) och marinchef 1953–1961 och riksmarskalk 1966-1976.

## Karriär
Ericson var son till konteramiral Håkan Hans Kristian Ericson och Elin Emilia Gadelius. Han avlade sjöofficersexamen vid Kungliga Sjökrigsskolan 1918 och blev då utnämnd till fänrik. Löjtnant 1920, kapten 1931, kommendörkapten av andra graden 1938 och första graden 1941, konteramiral 1945, viceamiral 1953, amiral vid pensioneringen 1961.
Ericson var bland annat fartygschef på torpedbåt 1924 och jagare 1937–1938, stabsofficer i marinstaben 1926–1932 och 1936–1939, souschef vid marinförvaltningen, chef för kustflottan 1950–1953 samt chef för marinen 1953–1961.

### Marinchef
Ericson var chef för marinen 1953–1961 under en påtaglig brytningsperiod. Mitten av 1950-talet präglades av omställningen efter andra världskrigets neutralitetsvakt och de nya förutsättningar som kalla kriget gav. Försvarsgrenarna var indragna i en ständig kamp om fördelningen av de militära statsanslagen.
Med anledning av 1958 års försvarsbeslut lade Ericson fram Marinplan 60. Den gick ut på att flottan skulle ställas om mot fler men mindre fartyg. Marinplan 60 har haft stor betydelse för utvecklingen av sjöförsvaret från 1960-talet och framåt.

### Hovfunktionär
Efter pensioneringen kom Ericson att tjänstgöra på seniora befattningar inom Kungliga Hovstaterna. 1962 utnämndes han till förste hovmarskalk. Ericson var från 1964 riksmarskalk, en befattning som Ercison innehade fram till 1976.
Det var Ericson som 1973 tillkännagav inför pressen vid Helsingborgs lasarett att kung Gustaf VI Adolf hade avlidit "lugnt och stilla".

## Utmärkelser

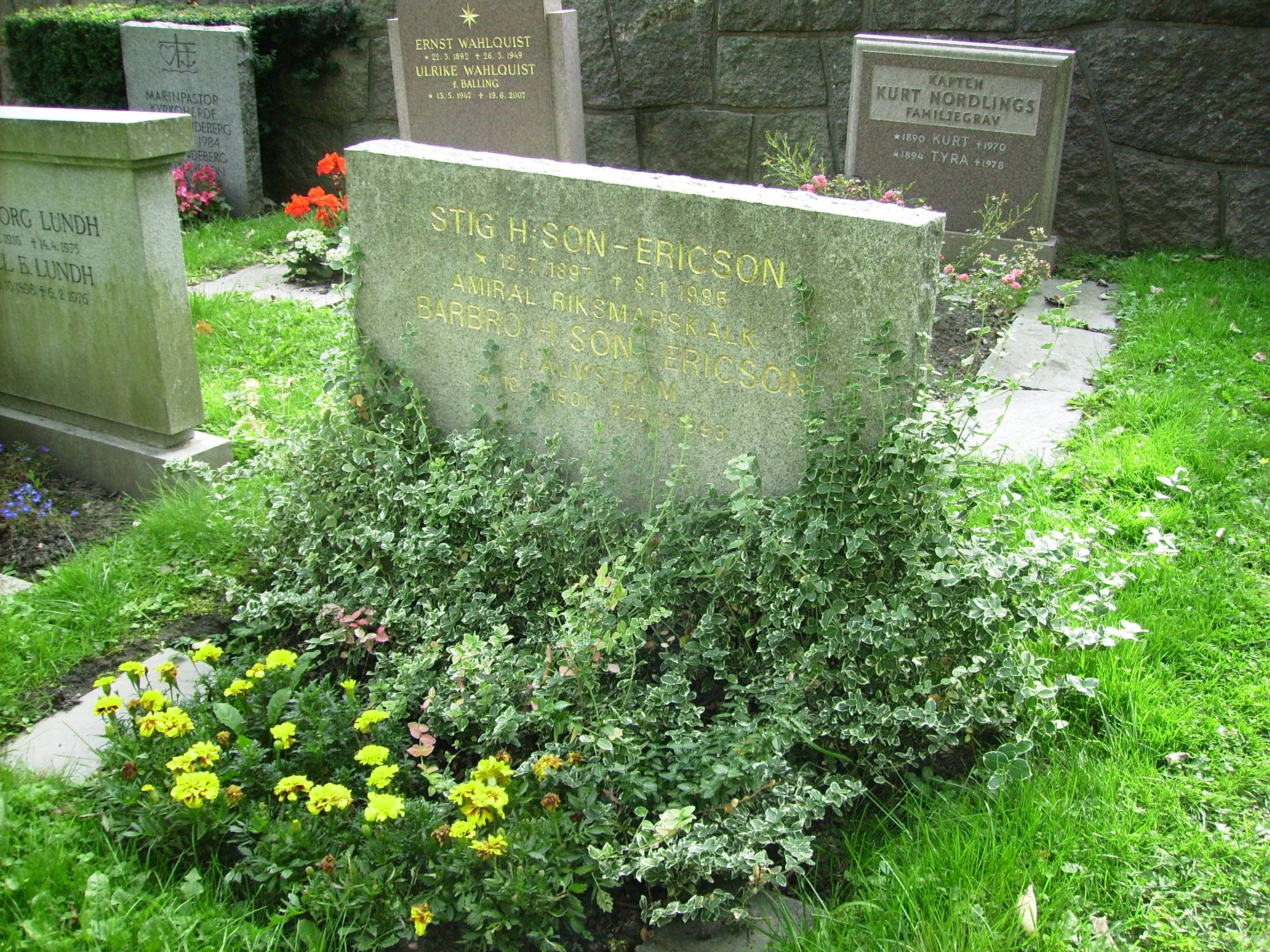
Stig H:son Ericssons gravvård på Galärvarvskyrkogården i Stockholm.

### Svenska utmärkelser
- Riddare och kommendör av Kungl. Maj:ts Orden (Serafimerorden), 11 november 1972.[2]
- Konung Gustaf V:s jubileumsminnestecken med anledning av 90-årsdagen, 21 maj 1948.
- Kommendör med stora korset av Svärdsorden, 11 november 1952.[3]
- Kommendör av första klass av Svärdsorden, 6 juni 1947.[4]
- Kommendör av andra klass av Svärdsorden, 6 juni 1946.[5]
- Riddare av Svärdsorden, 6 juni 1939.[6]
- Riddare av Nordstjärneorden, 6 juni 1942.[7]
- Kommendör med stora korset av Vasaorden, 6 juni 1969.[8]
- Riddare av Vasaorden, 6 juni 1935.[9]
- Ledamot av Kungliga Krigsvetenskapsakademien.
- Hedersledamot av Kungliga Örlogsmannasällskapet.

### Utländska utmärkelser
- Kommendör av första klass av Amerikanska Legion of Merit, senast 1962.[10]
- Storofficer av Chilenska förtjänstorden, senast 1955.[11]
- Storofficer av Colombianska sjöförtjänstorden, senast 1962.[10]
- Storkorset av Danska Dannebrogorden, senast 1955.[11]
- Kommendör av första graden av Danska Dannebrogorden, senast 1947.[12]
- Riddare av Danska Dannebrogorden, senast 1940.[13]
- Tredje klassen med svärd av Finska Frihetskorsets orden, senast 1942.[14]
- Storkorset av Finlands Lejons orden, senast 1955.[11]
- Kommendör av Franska Hederslegionen, senast 1950.[15]
- Storkorset av Guatemalas del Quetzalorden, senast 1962.[10]
- Storkorset av Isländska falkorden, 5 maj 1971.[16]
- Storkorset av Italienska republikens förtjänstorden, 14 juni 1966.[17]
- Storkorset av Norska Sankt Olavs orden, senast 1955.[11]
- Riddare av första klassen av Norska Sankt Olavs orden, senast 1940.[13]
- Riddare av andra klassen av Norska Sankt Olavs orden, senast 1931.[18]
- Officer av Polska Polonia Restituta orden, senast 1940.[13]
- Riddare av Spanska Sjöförtjänstorden, senast 1931.[18]
- Storkorset av Storbrianniska Victoriaorden, senast 1962.[10]
- Kommendör av Tyska örnens orden, senast 1945.[19]